# Chloe Esposito
Chloe Esposito (n. 19 septembrie 1991, Noul Wales de Sud, Australia) este o pentatlonistă ce a reprezentat Australia, medaliată olimpică. A participat la o ediție a Jocurilor Olimpice (2016) în care a câștigat o medalie de aur.

## Participări
Lista de mai jos prezintă principalele competiții la care a participat Chloe Esposito de-a lungul carierei.
- Pentatlo moderno nos Jogos Olímpicos de Verão de 2016 - Feminino[*]